# Green Bay Packers 1989
La stagione 1989 dei Green Bay Packers è stata la 69ª della franchigia nella National Football League. Sotto la direzione del capo-allenatore al secondo anno Lindy Infante, la squadra terminò con un record di 10-6, chiudendo seconda nella Central Division ma mancando l'accesso ai playoff. I Packers del 1989 detengono il record NFL di vittorie per un punto in una stagione con quattro.
Nel Draft NFL 1989 i Packers scelsero come secondo assoluto Tony Mandarich, preferendolo a prospetti come Barry Sanders, Derrick Thomas e Deion Sanders. Mandarich era stato All-American, finalista dell’Outland Award e due volte offensive lineman dell’anno della Big Ten Conference. Il giocatore scioperò per la maggior parte della pre-stagione, giocando poi la maggior parte della stagione regolare negli special team. Dopo quattro anni fu svincolato. ESPN ha classificato Mandarich come il terzo peggior flop di tutti gli sport degli ultimi 25 anni.

## Roster
| Roster dei Green Bay Packers nel 1989 |
| --- |
| Quarterback - 8 Anthony Dilweg - 10 Blair Kiel - 7 Don Majkowski Running Back - 27 Herman Fontenot - 21 Brent Fullwood KR - 35 Michael Haddix - 33 Keith Woodside - 46 Vince Workman KR Wide Receiver - 83 Carl Bland KR - 81 Perry Kemp - 88 Aubrey Matthews - 85 Jeff Query - 84 Sterling Sharpe Tight End - 80 Clint Didier - 89 John Spagnola - 86 Ed West Offensive Linemen - 67 Billy Ard G - 76 Mike Ariey T - 51 Blair Bush C - 63 James Campen C - 65 Ron Hallstrom G - 77 Tony Mandarich T - 57 Rich Moran G - 75 Ken Ruettgers T - 73 Alan Veingrad T Defensive Linemen - 61 Jerry Boyarsky NT - 93 Robert Brown DE - 72 Mark Hall DE - 79 Bob Nelson NT - 68 Blaise Winter DE Linebacker - 59 John Anderson OLB - 56 Burnell Dent ILB - 97 Tim Harris OLB - 50 Johnny Holland ILB - 91 Brian Noble ILB - 54 Scott Stephen OLB - 52 Mike Weddington OLB Defensive Back - 32 Dave Brown CB - 26 Chuck Cecil FS - 23 Tiger Greene SS - 24 Van Jakes CB - 22 Mark Lee CB - 37 Mark Murphy SS - 28 Ron Pitts CB - 29 Ken Stills FS Special Team - 17 Don Bracken P - 13 Chris Jacke K rl = - 82 Erik Affholter WR (IR) - 62 Matt Brock DE (IR) - 60 Dave Croston T (IR) - 99 John Dorsey LB (IR) - 96 Shawn Patterson DE (IR) - 70 Keith Uecker T/G (IR) Squadra di allenamento - 43 Rick Aeilts TE - 36 George Cooper FB - 71 Thomas Flesher DE - 40 Cedric Gordon WR - 38 Stan Shiver S |
| Legenda - I rookie sono in corsivo. - Il primo ruolo è il principale mentre gli eventuali successivi indicano i ruoli secondari. - (IR) sta per Injured Reserve ed indica la lista ristretta per un solo giocatore infortunato che può tornare ad allenarsi dopo la settimana 6 e a rientrare in prima squadra dopo che questa ha giocato 8 partite. - (NF-Inj.) / (NF-Ill.) stanno rispettivamente per Non-Football Injured e Non-Football Illness ed indicano le liste dove viene inserito un giocatore che ha un infortunio o una malattia non dipendente dal football americano. - (PUP) sta per Physically Unable to Perform ed indica la lista dove viene inserito un giocatore mentre è in attesa di recuperare la condizione fisica. Nella stagione regolare dopo la sesta partita giocata dalla propria squadra, il giocatore ha tempo tre settimane per riprendere ad allenarsi, più tre settimane aggiuntive dal suo rientro agli allenamenti per rientrare in prima squadra. |

## Calendario
| Stagione regolare |              |                         |               |        |                          |          |
| Turno             | Data         | Avversario              | Risultato     | Record | Stadio                   | Pubblico |
| 1                 | 10 settembre | Tampa Bay Buccaneers    | S 21–23       | 0–1    | Lambeau Field            | 55,650   |
| 2                 | 17 settembre | New Orleans Saints      | V 35–34       | 1–1    | Lambeau Field            | 55,809   |
| 3                 | 24 settembre | at Los Angeles Rams     | S 38–41       | 1–2    | Anaheim Stadium          | 57,701   |
| 4                 | 1 ottobre    | Atlanta Falcons         | V 23–21       | 2–2    | Milwaukee County Stadium | 54,647   |
| 5                 | 8 ottobre    | Dallas Cowboys          | V 31–13       | 3–2    | Lambeau Field            | 56,656   |
| 6                 | 15 ottobre   | at Minnesota Vikings    | S 14–26       | 3–3    | Metrodome                | 62,075   |
| 7                 | 22 ottobre   | at Miami Dolphins       | S 20–23       | 3–4    | Joe Robbie Stadium       | 56,624   |
| 8                 | 29 ottobre   | Detroit Lions           | V 23–20 (dts) | 4–4    | Milwaukee County Stadium | 53,731   |
| 9                 | 5 novembre   | Chicago Bears           | V 14–13       | 5–4    | Lambeau Field            | 56,556   |
| 10                | 12 novembre  | at Detroit Lions        | S 22–31       | 5–5    | Pontiac Silverdome       | 44,324   |
| 11                | 19 novembre  | at San Francisco 49ers  | V 21–17       | 6–5    | Candlestick Park         | 62,219   |
| 12                | 26 novembre  | Minnesota Vikings       | V 20–19       | 7–5    | Milwaukee County Stadium | 55,592   |
| 13                | 3 dicembre   | at Tampa Bay Buccaneers | V 17–16       | 8–5    | Tampa Stadium            | 58,120   |
| 14                | 10 dicembre  | Kansas City Chiefs      | S 3–21        | 8–6    | Lambeau Field            | 56,694   |
| 15                | 17 dicembre  | at Chicago Bears        | V 40–28       | 9–6    | Soldier Field            | 44,781   |
| 16                | 24 dicembre  | at Dallas Cowboys       | V 20–10       | 10–6   | Texas Stadium            | 41,265   |

Note: gli avversari della propria division sono in grassetto.

## Classifiche
| NFL Central          |    |    |   |      |     |      |     |     |     |
|                      | V  | S  | P | %    | DIV | CONF | PF  | PS  | STR |
| Minnesota Vikings(3) | 10 | 6  | 0 | .625 | 6–2 | 8–4  | 362 | 356 | V1  |
| Green Bay Packers    | 10 | 6  | 0 | .625 | 5–3 | 10–4 | 362 | 275 | V2  |
| Detroit Lions        | 7  | 9  | 0 | .438 | 4–4 | 6–6  | 312 | 364 | V5  |
| Chicago Bears        | 6  | 10 | 0 | .375 | 2–6 | 4–8  | 358 | 377 | S6  |
| Tampa Bay Buccaneers | 5  | 11 | 0 | .313 | 3–5 | 5–7  | 320 | 419 | S4  |